# Riserva naturale integrale Garzaia di Valenza
La riserva naturale integrale Garzaia di Valenza è un'area naturale protetta della regione Piemonte istituita nel 1979 e tutelata dall'Ente di gestione delle aree protette della fascia fluviale del Po tratto vercellese/alessandrino.

## Territorio
La Garzaia di Valenza è situata al confine tra la provincia di Alessandria e quella di Pavia, alla sinistra orografica del fiume Po. Rappresenta il tratto vercellese/alessandrino dell’area turistica del Parco Fluviale del Po e dell'Orba, composta da 47 comuni appartenenti alle province di Torino, Vercelli e Alessandria, per arrivare fino alla Lomellina in provincia di Pavia. Tutela un'area di 39 ettari.

## Flora
Tra le garzaie attualmente in attività nella Regione, quella di Valenza è l’unica di ambiente strettamente palustre. Si trovano quindi la cannuccia e la stiancia, l'iris giallo, oltre che salici bianchi, ontani, pioppi e olmi. Rilevante la presenza di specie rare, come la ninfea bianca, il nannufero, il morso di rana e la felce d'acqua.

## Fauna
Caratteristica e simbolo della riserva è l’Airone Rosso, di cui ospita l'unica colonia presente in Piemonte. Tra i canneti trovano riparo anche il tarabusino, il cannareccione e l'usignolo di fiume; più legati all'acqua, la gallinella d'acqua, la folaga e gli anatidi. Si possono avvistare anche rapaci notturni come il gufo, l'allocco, la civetta e il barbagianni, e quelli diurni, come il falco di palude e la poiana. Sul greto del fiume sono numerosi gli aironi cenerini, le rondini di mare, i gabbiani e altri migratori in transito tra la primavera e l'autunno.

## Accessi
Chi arriva da Valenza può lasciare l’automezzo poco dopo il ponte sul Po; attraversata la ferrovia è poi sufficiente proseguire a piedi, lungo la massicciata per circa duecento metri ad Ovest.

## Attività
Il Centro Visite di Cascina Belvedere, situato sulla ex strada statale "494 Vigevanese" al km 70, è il punto dove è possibile rivolgersi per avere notizie utili e per organizzare visite guidate in compagnia di guardiaparco e delle guide naturalistiche. Un tempo residenza agricola e casa di caccia di una rinomata riserva, dopo l'acquisizione da parte della Regione Piemonte nel 1979, la cascina è stata ristrutturata diventando così la sede della Riserva, e nucleo originario del Parco Fluviale del Po istituito nel 1990.